# Jüdischer Friedhof (Bernburg, Saale)

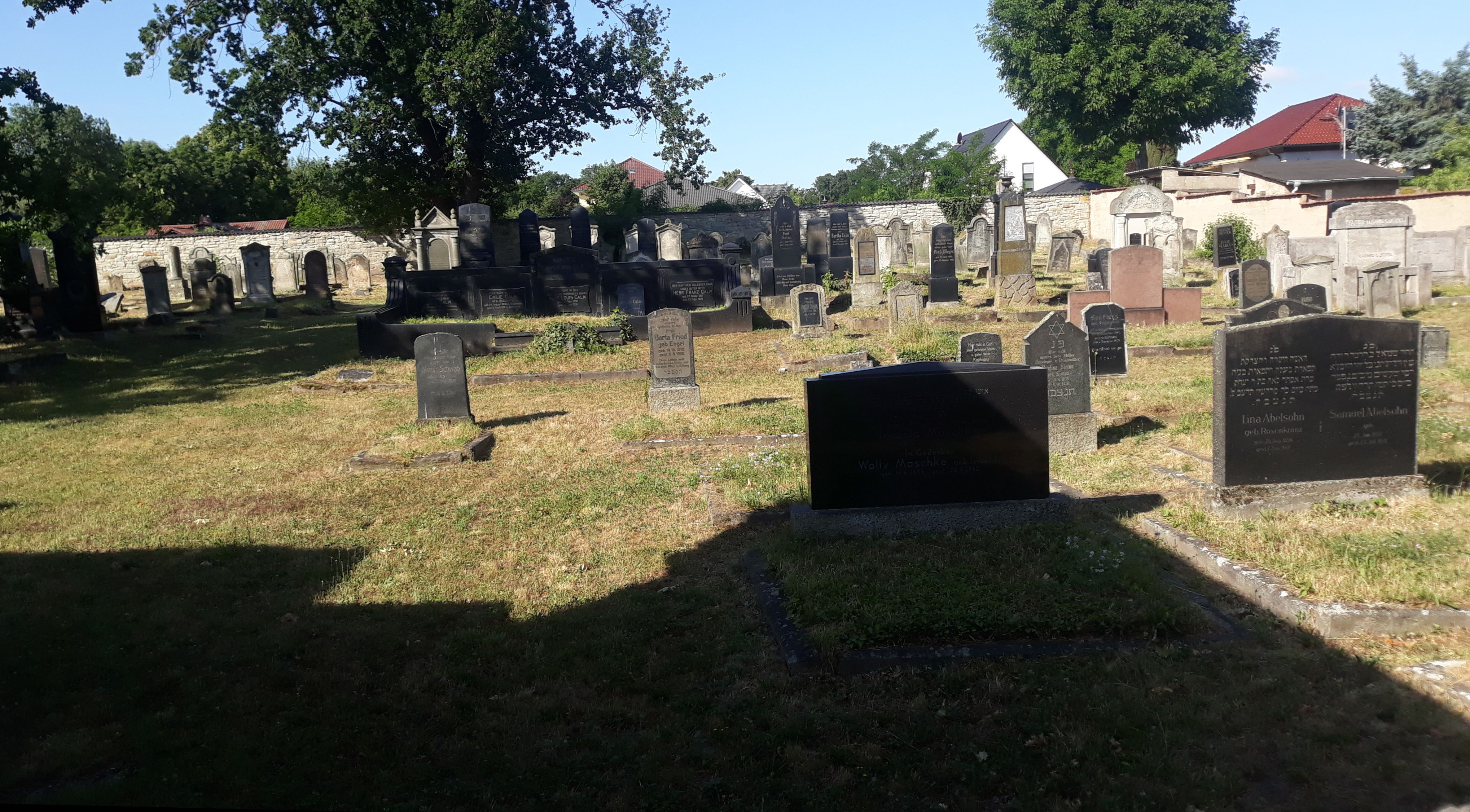
Jüdischer Friedhof Bernburg

Der Jüdische Friedhof Bernburg liegt in Bernburg (Saale), der Kreisstadt des Salzlandkreises in der Mitte Sachsen-Anhalts.
Auf dem knapp 2800 m² großen jüdischen Friedhof An der Röße/Rößeberg (gegenüber der Einmündung der Zeppelinstraße) befinden sich fast 400 Grabsteine. Ein großer Teil davon ist durch Verwitterung nicht mehr lesbar. Der Friedhof ist von einer Mauer umgeben, abgeschlossen und nur am Volkstrauertag für Besucher geöffnet. Die Feierhalle ist noch teilweise erhalten. Er steht unter Denkmalschutz und trägt im Denkmalverzeichnis des Landes Sachsen-Anhalt die Erfassungsnummer 094 60067 (siehe Liste der Kulturdenkmale in Bernburg (Saale)).

## Geschichte
Der Friedhof wurde im Jahr 1826 eingeweiht, worauf eine alte Inschrift über dem Eingangstor hinweist: „Gottesacker Erbauet unter der glorreichen Regierung Seiner ältestregierenden Herzoglichen Durchlaucht Alexius Friedrich Christian von der hiesigen israelitischen Gemeinde im Jahre 1826. Sprüche Salomonis Kap. 12 Vers 28: In dem Wege der Tugend ist Leben, ihr Steig führt gerade zur Unsterblichkeit hin“ – mit hebräischem Zitat des Bibelverses und der Jahreszahl (nach jüdischem Kalender 5586).
In den folgenden Jahrzehnten wurden – bis in die NS-Zeit – über 500 Beisetzungen vorgenommen. Im Jahr 1954 wurde noch Eugen Madelong bestattet, er war als einziger Überlebender seiner Familie aus dem KZ zurückgekehrt. Im Jahr 1955 wurden auf dem Friedhof „64 Gräber verwüstet und ein großer Teil der Gedenksteine zerschlagen“. Seit Ende der 1990er-Jahre kümmert sich der Arbeitskreis „Jüdische Geschichte in Bernburg“ um den Friedhof. Im Sommer 2004 wurde er bei einem internationalen Jugendcamp instand gesetzt.

## Vorgänger-Friedhöfe
- Ein erster jüdischer Friedhof lag spätestens im 15. Jahrhundert im Bereich der mittelalterlichen jüdischen Ansiedlung („Judendorf“) in der Plötzkauer Gemarkung südwestlich der Altstadt. Der Flurname „Jüdenkäfer“ (käfer von קֶ֫בֶר kewer, deutsch ‚Grab‘) erinnert an die Lage des Friedhofes.
- Ein zweiter jüdischer Friedhof lag im 15. Jahrhundert – wie auch die Synagoge der jüdischen Gemeinde – im Südwesten der Neustadt nahe der Saale. Dieser Friedhof wurde bis 1826 belegt. Anfang des 20. Jahrhunderts wurde das Gelände von der jüdischen Gemeinde für den Bau des Kurhauses und der Anlage des Kurparks an die Stadt verkauft. Der Friedhof lag nach einer Beschreibung „hinter dem Zimmermann’schen Kaffeehause im Krumbholz“ (heute Bereich des ehemaligen Kurhauses beziehungsweise „Anhaltiner Säle“ und ehemaliger Kurpark/„Das Krumbholz“).